# Kronfleisch

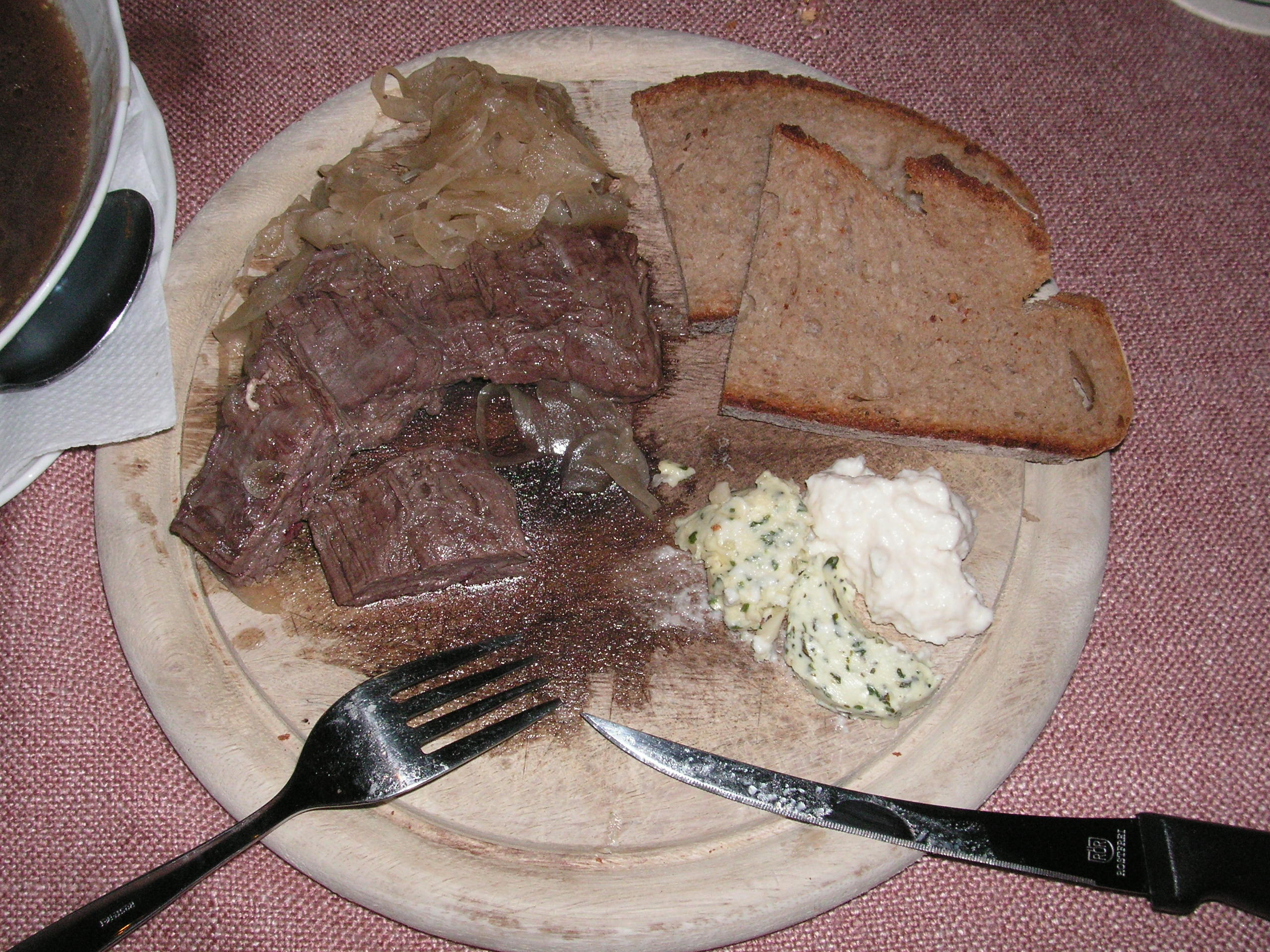
Prato de Kronfleisch com acompanhamentos

Kronfleisch é uma iguaria tradicional das culinárias da Baviera e da Áustria. É também designação usada nessas regiões para o músculo do diafragma, derivando o seu nome deste facto (nas restantes regiões da Alemanha, este músculo é designado como Zwerchfell). 
Kronfleisch é, portanto, também o nome de uma iguaria confeccionada com as vísceras do diafragma e dos músculos adjacentes. Estas podem ser porco, borrego ou bovino e são usadas na preparação de um caldo de carne (em alemão: Suppenfleisch), que por sua vez pode ser usado na preparação de outros pratos como o Gulache. 

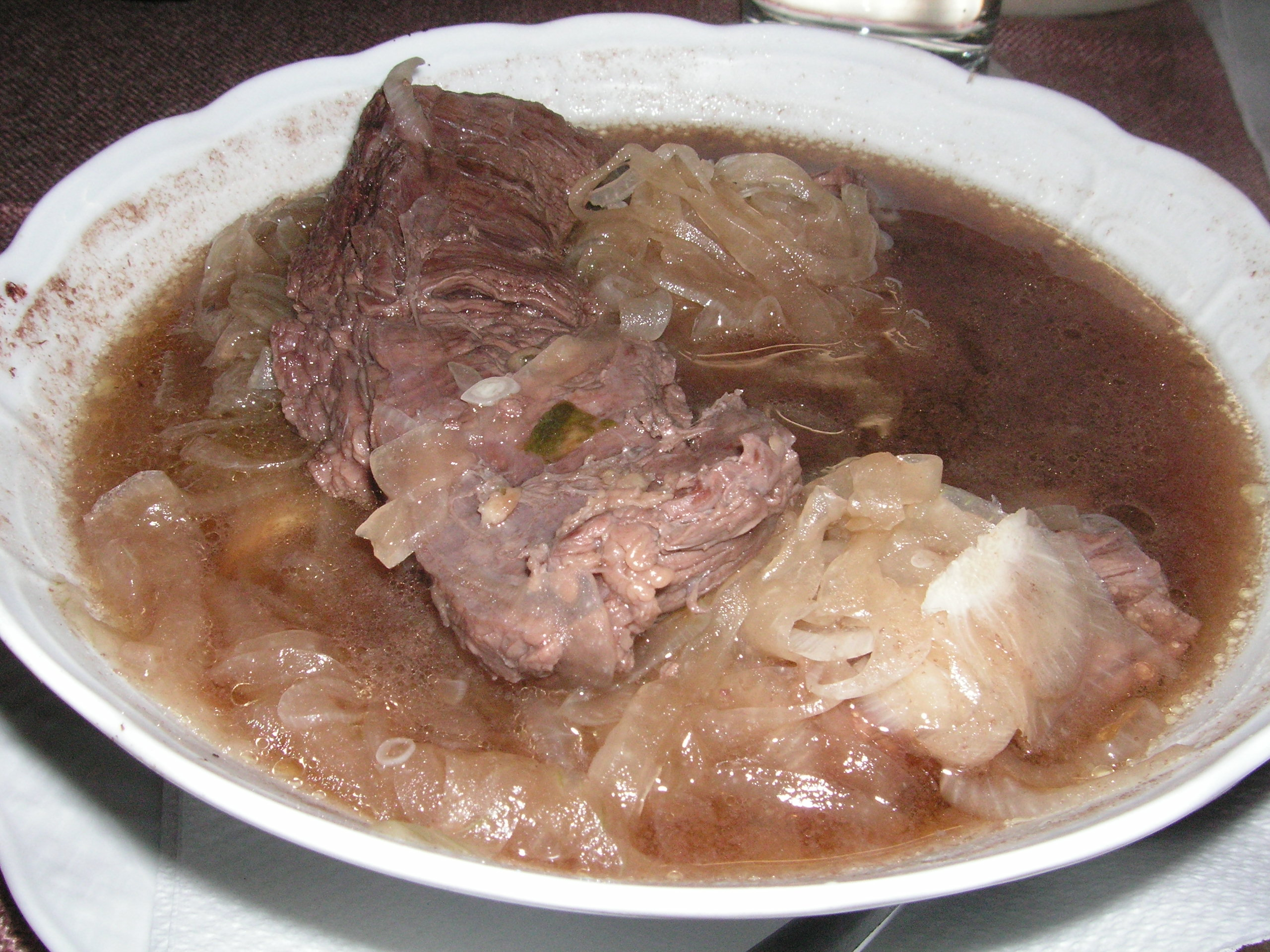
Prato de Kronfleisch simples

O Kronfleisch servido como prato consiste em diafragma cozido num caldo, até adquirir uma coloração rosada. É consumido na região de Munique como refeição intermédia, durante a manhã. Normalmente, contém também rábano-picante acabado de ralar, pão escuro de centeio, sal grosso, picles de pepinos pequenos e cebolinho. 
Nas montanhas de Fichtelgebirge, na Baviera, é um prato consumido ao jantar, incluindo também pão de trigo e manteiga de ervas.
Na preparação de saures Kronfleisch (Kronfleisch ácido), a carne é cortada em pedaços, misturada com cebola também cortada em pedaços, polvilhada com farinha e cozida num caldo. É ainda temperada com tomilho, cominho, manjerona e salsa. No fim, o prato pode ser complementado com natas.